# (200049) 2008 NM2
(200049) 2008 NM2 es un asteroide perteneciente al cinturón de asteroides, descubierto el 8 de julio de 2008 por el equipo del Observatorio Astronómico de Mallorca desde el Observatorio Astronómico de La Sagra, Puebla de Don Fadrique (Granada), España.

## Designación y nombre
Designado provisionalmente como 2008 NM2.

## Características orbitales
2008 NM2 está situado a una distancia media del Sol de 2,413 ua, pudiendo alejarse hasta 2,908 ua y acercarse hasta 1,918 ua. Su excentricidad es 0,205 y la inclinación orbital 1,820 grados. Emplea 1369,20 días en completar una órbita alrededor del Sol.

## Características físicas
La magnitud absoluta de 2008 NM2 es 16,9.